# Стьента
Стьента (итал. Stienta) — коммуна в Италии, располагается в провинции Ровиго области Венеция.
Население составляет 3010 человек, плотность населения составляет 125 чел./км². Занимает площадь 24 км². Почтовый индекс — 45039. Телефонный код — 0425.
Покровителем коммуны почитается святой первомученик Стефан. Праздник ежегодно празднуется 26 декабря.